# 韋內爾科洛山

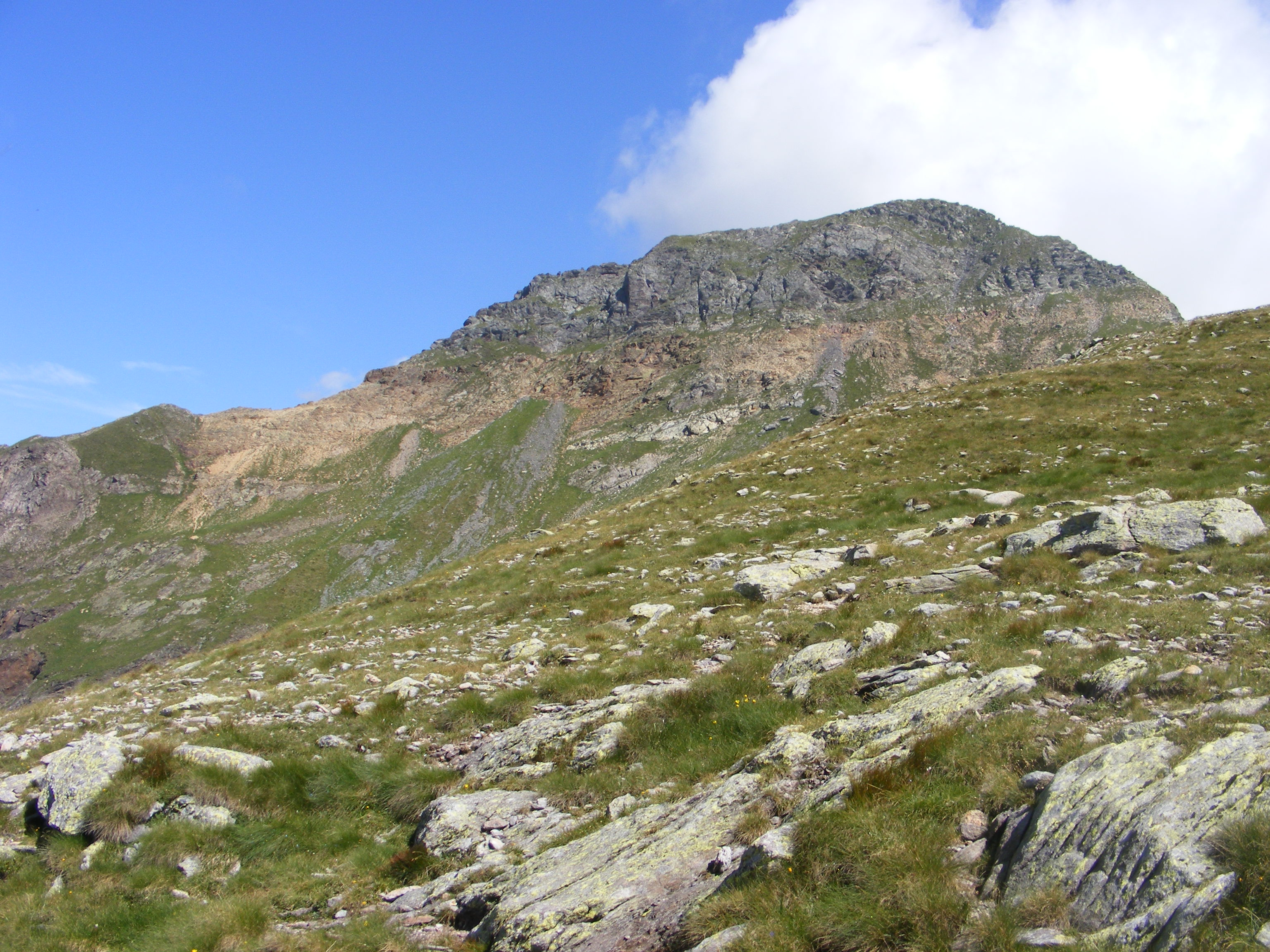

46°03′26″N 10°10′09″E / 46.05722°N 10.16917°E
韋內爾科洛山（義大利語：Monte Venerocolo），是意大利的山峰，位於該國北部，由倫巴底大區負責管轄，屬於貝爾加莫阿爾卑斯山脈的一部分，海拔高度2,590米。